# ディラン・リー
ディラン・ライアン・リー（Dylan Ryan Lee, 1994年8月1日 - ）は、アメリカ合衆国カリフォルニア州ディニューバ出身のプロ野球選手（投手）。左投左打。MLBのアトランタ・ブレーブス所属。

## 経歴

### プロ入りとマーリンズ傘下時代
2016年のMLBドラフト10巡目（全体293位）でマイアミ・マーリンズから指名されてプロ入り。プロ入り後は、ガルフ・コーストリーグ・マーリンズでプロデビューを果たし、A-級のバタビア・マックドッグスに昇格した。この年は2チームでプレーし、0勝1敗、防御率2.48を記録した。
2017年は、A級のグリーンズボロ・グラスホッパーズでプレーした。19試合に先発して4勝10敗、防御率4.85の成績を残した。
2018年は、A+級のジュピター・ハンマーヘッズ、AA級のジャクソンビル ジャンボ シュリンプ、AAA級のニューオリオンズ・ベイビーケーキズでプレーした。3チーム合計で44試合に登板して8勝3敗、防御率1.60を記録した。
2019年は、AA級とAAA級でプレーし、1勝6敗 13セーブ、防御率2.91の成績を残した。
2020年は、新型コロナウイルスの影響でマイナーリーグの試合が開催されなかったため、プレーしなかった。
2021年3月29日にFAになった。

### ブレーブス時代
2021年4月15日にアトランタ・ブレーブスとマイナー契約を結んだ。加入後はAAA級のグウィネット・ストライパーズでプレーした。35試合に登板して5勝1敗1セーブ、防御率1.58を記録した。9月22日にメジャー契約を結んでアクティブ・ロースター入りし、10月1日のニューヨーク・メッツ戦でメジャーデビューを果たした。ポストシーズンでは、ロースター入りしたが、ミルウォーキー・ブルワーズとのデイビジョンシリーズでは登板がなく、チームがチャンピオンシップシリーズに進出したため、一時はロースターから外れた。しかし、ワスカル・イノアの右肩故障により、再びロースターに追加された。そして10月30日にワールドシリーズ第4戦に先発することが発表され、ワールドシリーズでメジャー初先発を果たした史上初の投手となった。また、MLB通算2試合の登板でワールドシリーズに先発した事もワールドシリーズ史上最少の記録だった。
2022年はAAA級グウィネットで開幕を迎えたが、5月23日にメジャー昇格。以後はメジャーに定着し、46試合に登板して、6月13日のメジャー初勝利を含む5勝1敗3セーブ、防御率2.13の好成績を挙げた。

## 投球スタイル
| 球種           | 割合 | 平均球速 | 平均球速 | 最高球速 | 最高球速 |
| 球種           | %    | mph      | km/h     | mph      | km/h     |
| -------------- | ---- | -------- | -------- | -------- | -------- |
| スライダー     | 47.7 | 83.8     | 134.9    | 96.3     | 155.0    |
| フォーシーム   | 45.5 | 92.1     | 148.2    | 96.3     | 155.0    |
| チェンジアップ | 6.8  | 86.3     | 138.9    | 96.3     | 155.0    |

最速96.3mph（約155km/h）を計測するフォーシームと、平均135km/h程度のスライダーに加え、まれにチェンジアップも投じる。

## 詳細情報

### 年度別投手成績
| 年 度    | 球 団    | 登 板 | 先 発 | 完 投 | 完 封 | 無 四 球 | 勝 利 | 敗 戦 | セ 丨 ブ | ホ 丨 ル ド | 勝 率 | 打 者 | 投 球 回 | 被 安 打 | 被 本 塁 打 | 与 四 球 | 敬 遠 | 与 死 球 | 奪 三 振 | 暴 投 | ボ 丨 ク | 失 点 | 自 責 点 | 防 御 率 | W H I P |
| -------- | -------- | ----- | ----- | ----- | ----- | -------- | ----- | ----- | -------- | ----------- | ----- | ----- | -------- | -------- | ----------- | -------- | ----- | -------- | -------- | ----- | -------- | ----- | -------- | -------- | ------- |
| 2021     | ATL      | 2     | 0     | 0     | 0     | 0        | 0     | 0     | 0        | 0           | ----- | 9     | 2.0      | 3        | 1           | 0        | 0     | 0        | 3        | 0     | 0        | 2     | 2        | 9.00     | 1.50    |
| 2022     | ATL      | 46    | 0     | 0     | 0     | 0        | 5     | 1     | 0        | 9           | .833  | 201   | 50.2     | 40       | 5           | 10       | 1     | 0        | 59       | 0     | 0        | 16    | 12       | 2.13     | 0.99    |
| 2023     | ATL      | 24    | 1     | 0     | 0     | 0        | 1     | 0     | 0        | 6           | 1.000 | 101   | 23.2     | 24       | 4           | 8        | 0     | 0        | 24       | 0     | 0        | 14    | 11       | 4.18     | 1.35    |
| 2024     | ATL      | 52    | 0     | 0     | 0     | 0        | 4     | 2     | 0        | 9           | .667  | 240   | 59.2     | 49       | 7           | 17       | 4     | 0        | 76       | 0     | 0        | 19    | 14       | 2.11     | 1.11    |
| MLB：4年 | MLB：4年 | 124   | 1     | 0     | 0     | 0        | 10    | 3     | 0        | 24          | .769  | 551   | 136.0    | 116      | 17          | 35       | 5     | 0        | 162      | 0     | 0        | 51    | 39       | 2.58     | 1.11    |

- 2024年度シーズン終了時

### 年度別守備成績
| 年 度 | 球 団 | 投手（P） | 投手（P） | 投手（P） | 投手（P） | 投手（P） | 投手（P） |
| 年 度 | 球 団 | 試 合     | 刺 殺     | 補 殺     | 失 策     | 併 殺     | 守 備 率  |
| ----- | ----- | --------- | --------- | --------- | --------- | --------- | --------- |
| 2021  | ATL   | 2         | 0         | 0         | 0         | 0         | ----      |
| 2022  | ATL   | 46        | 2         | 2         | 0         | 0         | 1.000     |
| 2023  | ATL   | 24        | 1         | 1         | 0         | 0         | 1.000     |
| 2024  | ATL   | 52        | 1         | 5         | 0         | 0         | 1.000     |
| MLB   | MLB   | 124       | 4         | 8         | 0         | 0         | 1.000     |

- 2024年度シーズン終了時

### 背番号
- 74（2021年）
- 52（2022年 - ）